# Brice Lalonde
Pour les articles homonymes, voir Lalonde.
Brice Lalonde est un militant écologiste et homme politique français, né le 10 février 1946 à Neuilly-sur-Seine (Hauts-de-Seine).
Après avoir été candidat à l'élection présidentielle de 1981, où il obtient 3,9 % des suffrages exprimés au premier tour, il cofonde le parti centriste Génération écologie. Il est secrétaire d'État puis ministre de l'Environnement de 1988 à 1992 et maire de Saint-Briac-sur-Mer (Ille-et-Vilaine) de 1995 à 2008.
Il est également, de 2011 à 2012, coordonnateur exécutif de la Conférence des Nations unies sur le développement durable (Rio+20), après des fonctions d'ambassadeur chargé des négociations internationales sur le changement climatique de 2007 à 2010.

## Situation personnelle

### Origines familiales
Ses parents sont Fiona Forbes, une Américaine, et Alain-Gauthier Lévy, devenu Lalonde à la suite du changement de nom de son propre père après-guerre, Français d'origine juive alsacienne. Ils s'étaient rencontrés à Londres pendant la guerre.
Brice Lalonde naît dans un milieu aisé et sera élevé par son père à Paris, un industriel du textile ; sa mère appartient à la famille Forbes, une riche et ancienne famille bostonienne d'origine écossaise. Elle est la tante de John Kerry, sénateur démocrate du Massachusetts, ancien secrétaire d'État, candidat à l'élection présidentielle américaine de 2004. La famille Forbes possède un manoir à Saint-Briac-sur-Mer, dont Brice Lalonde a été maire de 1995 à 2008.

### Vie privée
Ancien compagnon de Michèle Barrière, il est l'époux depuis les années 1980 de Patricia Lalonde. Sa fille Marie Lalonde a notamment été guitariste de Zazie et de Debout sur le zinc.

## Parcours militant et politique

### Débuts
Brice Lalonde milite longtemps au PSU, et à l'UNEF à partir de 1963, syndicat étudiant dont il préside l'antenne de la Sorbonne en 1968.
Son engagement pour l'écologie date selon lui du premier pas sur la Lune, en 1969. Il rejoint alors l'association Les Amis de la Terre dont la section française a été fondée par Alain Hervé, avec qui il organise la première manifestation à vélo le 22 avril 1972, suivie de manifestations, contre le projet des voies sur berges à Paris. Il préside ensuite cette association et est directeur de campagne du candidat écologiste à l'élection présidentielle française de 1974, René Dumont. En novembre 1976, il est candidat à une élection législative partielle dans la troisième circonscription de Paris, qui correspond au 5e arrondissement de Paris, déclenchée par l'entrée de Jean Tiberi dans le gouvernement de Jacques Chirac : il obtient 6,57 % des voix. En 1977, il est porte-parole des listes Paris écologie lors des élections municipales et s'implique dans les débuts de l'histoire des radios libres, à l'occasion de la création de Radio Verte, dont la première émission est hébergée par Jean-Edern Hallier. Par deux fois en 1973 et 1981, il traverse le Pacifique en voilier pour lutter contre les essais nucléaires de Mururoa.

### Élection présidentielle de 1981

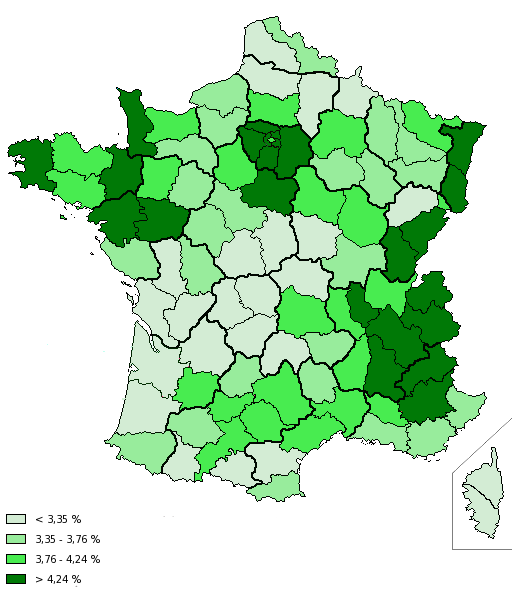
Scores de Brice Lalonde à l'élection présidentielle de 1981 par département.

Brice Lalonde se porte candidat des écologistes à l'élection présidentielle de 1981 après avoir battu lors d'une primaire Philippe Lebreton, du Mouvement d'écologie politique (MEP), parti qu'il avait refusé de rejoindre à sa fondation. Parodiant la devise prêtée à Henri II de Rohan, il utilise le slogan « Droite ne puis, gauche ne daigne, écologiste suis ». Il arrive en cinquième position avec 3,87 % des suffrages exprimés et n'appelle pas à voter pour François Mitterrand au second tour.
Porte-parole des Amis de la Terre en 1982,
il est candidat aux élections municipales à Paris en 1983. L'année suivante, aux élections européennes, il est en 3e position sur la liste « Entente radicale écologiste pour les États-Unis d'Europe » avec François Doubin (MRG) et Olivier Stirn (UCR), liste qui n'a pas d'élu. Opposé à la création d'un parti politique écologiste car il privilégie la neutralité de l'action associative, il s'éloigne un temps de la scène politique.
En 1987, il devient directeur du bureau de Paris de l'Institut pour une politique européenne de l'environnement (IPEE), think tank soutenu par la Fondation européenne de la culture (de droit néerlandais).

### Secrétaire d'État puis ministre

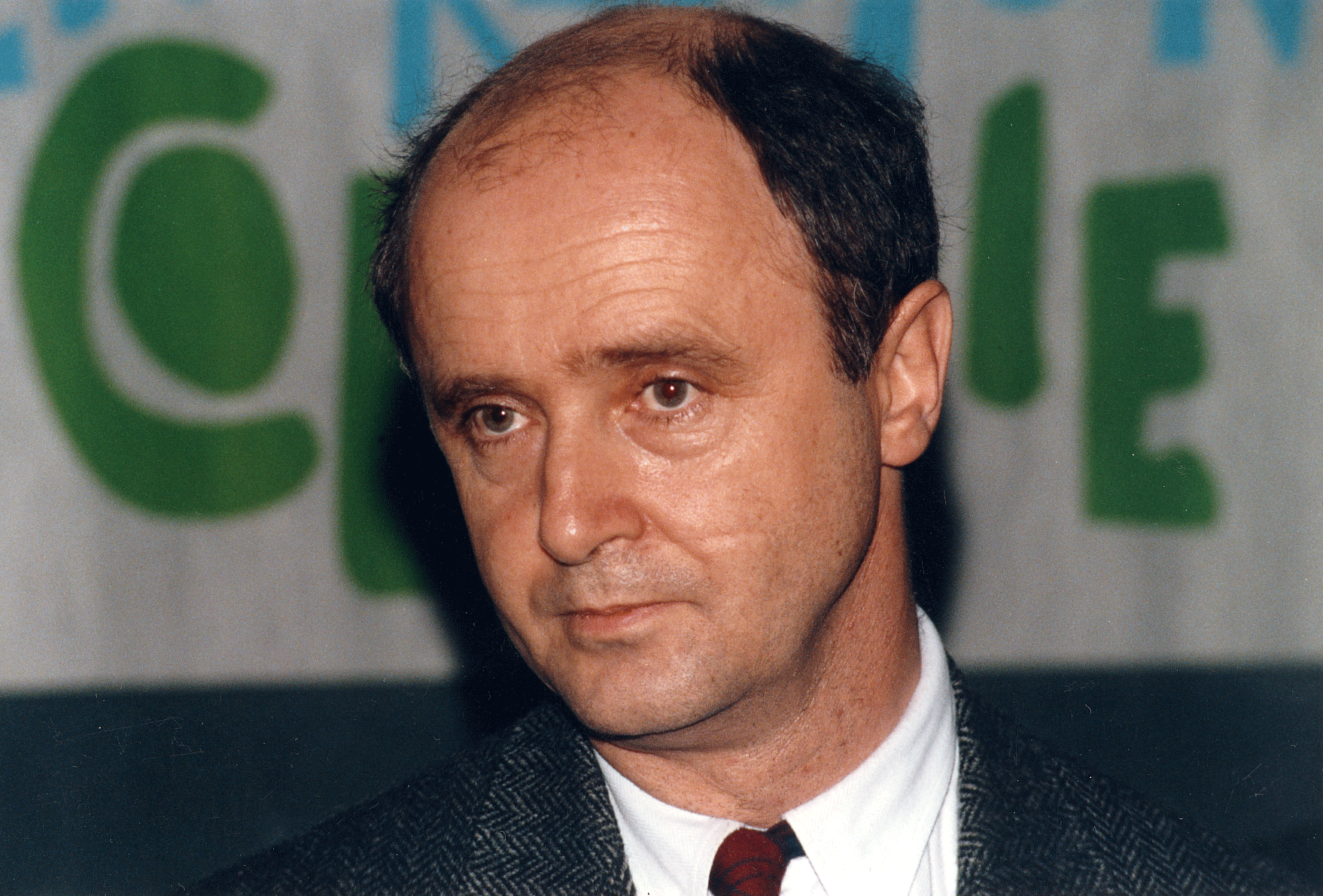
Brice Lalonde au début des années 1990.

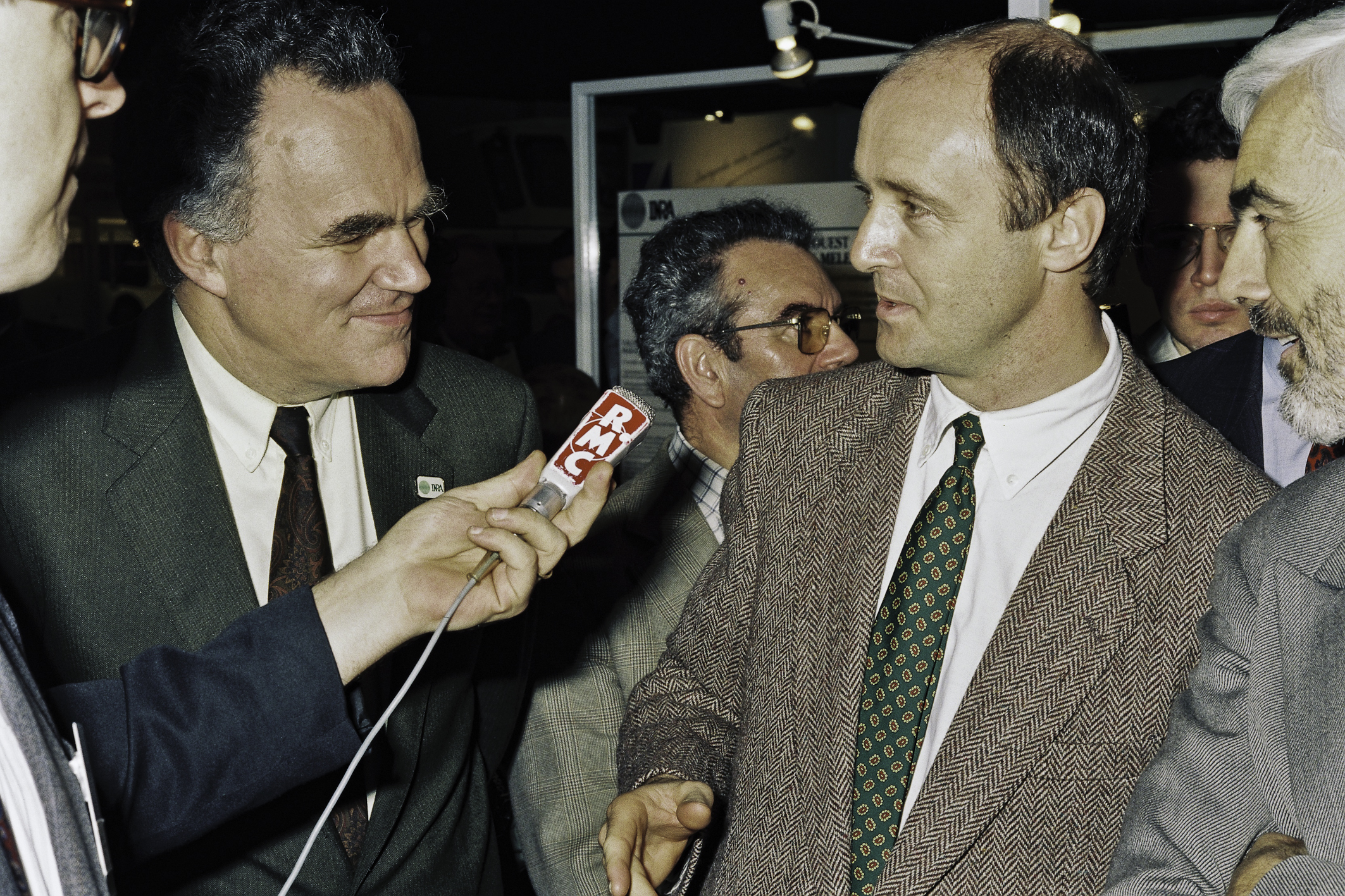
Brice Lalonde au salon international de l'agriculture en 1991.

En mai 1988, Michel Rocard l'appelle au gouvernement, et Édith Cresson le reconduit dans ses fonctions. Chargé de l'environnement jusqu'en avril 1992, il est successivement secrétaire d'État à l'Environnement, puis ministre délégué à l'Environnement et aux risques naturels et technologiques majeurs (octobre 1990) et enfin ministre de l'Environnement (mai 1991). À ce poste, il impose notamment le pot catalytique aux constructeurs automobiles, la reprise de leurs emballages par les entreprises et crée l'ADEME (Agence de l'environnement et de la maîtrise de l'énergie). Il est à l'origine, avec la Suisse, de la convention de Bâle sur l'interdiction d'exporter des déchets. Il réussit à faire adopter au niveau international la fin du commerce de l'ivoire et la création d'un sanctuaire baleinier au sud du 40e parallèle.
En 1990, il fonde Génération écologie et se pose en alternative non alignée des Verts, proches de la gauche et forts d'avoir dépassé 10 % aux élections européennes de 1989. C'est un succès puisqu'aux régionales de 1992, Génération écologie obtient 11 % des sièges (devançant les Verts de près de trois points). Mais, à la tête du jeune parti, Brice Lalonde peine à le gérer convenablement . Il amorce à partir de 1993, face à la victoire de la droite aux élections législatives et à l'échec de l'entente écologiste entre Génération écologie et les Verts, une réorientation de son parti vers le centre avec l'objectif d'affranchir l'écologie, cause essentielle, des courants. Proche d’Alain Madelin, alors UDF, il associe son parti à Démocratie libérale et est élu en mars 1998 sur la liste d'union UDF-RPR-GE de Marie-Thérèse Boisseau dans le département d'Ille-et-Vilaine. Ce qui est considéré comme un basculement à droite entraîne de nombreux départs, dont celui de Noël Mamère et amorce sa chute politique.

### Élu local et retrait de la politique
Il est élu au conseil régional de Bretagne en 1997. Il est maire de Saint-Briac-sur-Mer (Ille-et-Vilaine) de 1995 à 2008. Il ne parvient pas à obtenir assez de parrainages pour les présidentielles de 1995 et de 2002. Cette année là, il se présente aux élections législatives dans la deuxième circonscription de l’Ille-et-Vilaine. Éliminé dès le premier tour avec 0,93 % des suffrages exprimés, il décide entre les deux tours de se retirer de la vie politique nationale et quitte la présidence de Génération écologie.
Il s’est rendu avec Alain Madelin en Afghanistan soutenir le combat d'Ahmad Shah Massoud contre les talibans — il y a aura effectué six séjours ; cet engagement en a fait un adversaire résolu de l'islamisme dès les années 1990.

### Responsabilités internationales

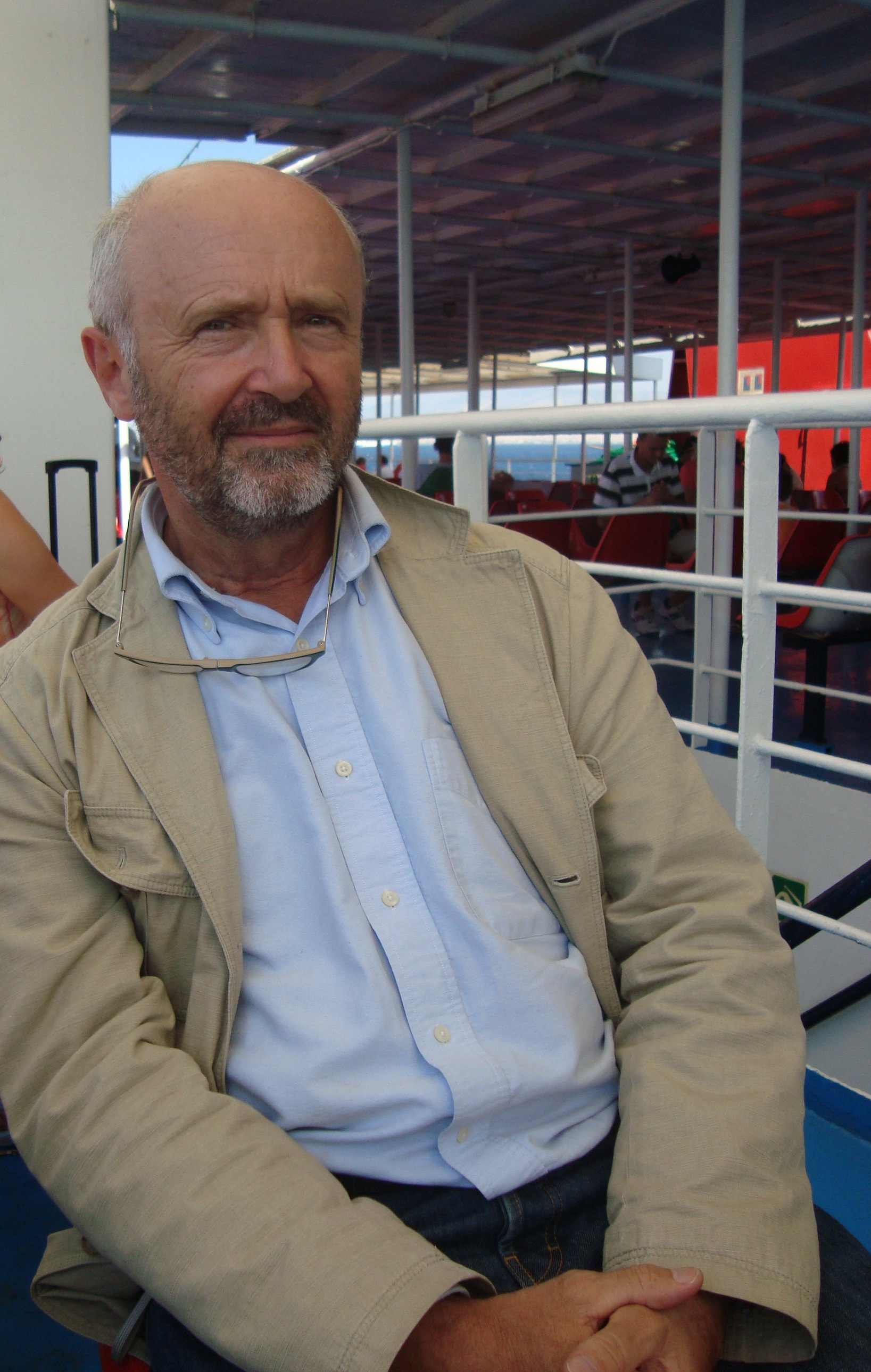
Brice Lalonde en 2009.

En février 2007, il préside à l'OCDE une table ronde sur le développement durable, produisant notamment un rapport sur les agrocarburants. 
Lors du conseil des ministres du 26 septembre 2007, il est nommé ambassadeur chargé des négociations sur le changement climatique, sur proposition de son ancien collègue de Génération écologie, Jean-Louis Borloo. Le 2 décembre 2010, il est nommé par le secrétaire général des Nations unies Ban Ki-moon coordonnateur exécutif de la Conférence des Nations unies sur le développement durable (Rio+20).
Le 15 février 2013, le Pacte mondial de l’ONU le nomme Conseiller spécial pour le développement durable, position qui deviendra honoraire.
Le 19 décembre 2017, il est nommé à la présidence de l’association Équilibre des énergies à travers laquelle, après avoir longtemps combattu l'énergie nucléaire via l'association Les Amis de la Terre, il déclare dans une tribune que « le nucléaire, en dépit de ses imperfections, est un allié du climat ».

## Détail des mandats et fonctions

### Au gouvernement
- Secrétaire d’État auprès du Premier ministre, chargé de l'Environnement du gouvernement Michel Rocard (1) du 13 mai au 28 juin 1988.
- Secrétaire d’État auprès du Premier ministre, chargé de l'Environnement du gouvernement Michel Rocard (2) du 28 juin 1988 au 29 mars 1989.
- Secrétaire d’État auprès du Premier ministre, chargé de l'Environnement et de la Prévention des risques technologiques et naturels majeurs du gouvernement Michel Rocard (2) du 29 mars 1989 au 2 octobre 1990.
- Ministre délégué auprès du Premier ministre, chargé de l'Environnement et de la Prévention des risques technologiques et naturels majeurs du gouvernement Michel Rocard (2) du 2 octobre 1990 au 16 mai 1991.
- Ministre de l'Environnement du gouvernement Édith Cresson du 16 mai 1991 au 4 avril 1992.

### Sur le plan local
- Maire de Saint-Briac-sur-Mer du 24 juin 1995 au 20 mars 2008.
- Conseiller régional de Bretagne.

### Au niveau international
- Ambassadeur chargé des négociations sur le changement climatique du 26 septembre 2007 au 31 décembre 2010.
- Sous-secrétaire général de l'Organisation des Nations unies, coordonnateur exécutif de la Conférence des Nations unies sur le développement durable (Rio+20) du 1er janvier 2011 au 31 décembre 2012.

## Synthèse des résultats électoraux

### Élection présidentielle
| Année | Parti | Parti | 1er tour  | 1er tour | 1er tour | 1er tour |
| Année | Parti | Parti | Voix      | %        | Rang     | Issue    |
| ----- | ----- | ----- | --------- | -------- | -------- | -------- |
| 1981  |       | MEP   | 1 126 254 | 3,88     | 5e       | Éliminé  |

## Ouvrages
- Sur la vague verte, éd. Robert Laffont, 1981
- Pourquoi les écologistes font-ils de la politique ?, entretiens de Jean-Paul Ribes avec Brice Lalonde, Serge Moscovici et René Dumont, volume 49 de Combats (Paris), Le Seuil, 1978  (ISBN 2020047942)